# Joventut Comunista Ibèrica
Joventut Comunista Ibèrica (JCI) fou l'organització juvenil del Partit Obrer d'Unificació Marxista (POUM), que adoptà aquest nom el 1936 quan es produí la unificació de les joventuts socialistes i comunistes del PCE. El primer secretari general fou Germinal Vidal, mort arran dels fets de juliol del 1936; fou substituït per Wilebaldo Solano. S'oposà a l'entrada del POUM en el govern de la Generalitat de Catalunya, i després, davant l'Aliança Nacional de les Joventuts preconitzada per les JSUC, constituí amb les joventuts llibertàries un Front de la Joventut Revolucionària el febrer del 1937. Afirmà de tenir 10.000 afiliats en tot Espanya.
Arran dels fets de maig del 1937 passà a la clandestinitat. El seu òrgan de premsa central fou Juventud Comunista (Barcelona, 1936-37), dirigida per Wilebaldo Solano; altres òrgans foren Juventud Roja, de València, La Antorcha, de Madrid, el diari Combat, de Lleida, i el setmanari Acción, de Tarragona.